# Birkfeld
Birkfeld is een gemeente (marktgemeinde) in de Oostenrijkse deelstaat Stiermarken, en maakt deel uit van het district Weiz.
Birkfeld telt 4972 inwoners (2022).
In 2015 werd Birkfeld uitgebreid met Gschaid bei Birkfeld, Haslau bei Birkfeld, Koglhof en Waisenegg.
Albersdorf-Prebuch
· Anger
· Birkfeld
· Fischbach
· Fladnitz an der Teichalm
· Floing
· Gasen
· Gersdorf an der Feistritz
· Gleisdorf
· Gutenberg
· Hofstätten an der Raab
· Ilztal
· Ludersdorf-Wilfersdorf
· Markt Hartmannsdorf
· Miesenbach bei Birkfeld
· Mitterdorf an der Raab
· Mortantsch
· Naas
· Passail
· Pischelsdorf am Kulm
· Puch bei Weiz
· Ratten
· Rettenegg
· Sankt Kathrein am Hauenstein
· Sankt Kathrein am Offenegg
· Sankt Margarethen an der Raab
· Sankt Ruprecht an der Raab
· Sinabelkirchen
· Strallegg
· Thannhausen
· Weiz
- Gemeinsame Normdatei: 4356537-2
- MusicBrainz: 50bc3c0e-7efa-47ba-ae37-2e0fe099a76f
- Nationale Bibliotheek van Tsjechië: ge1105564
- Virtual International Authority File: 245386230
- WorldCat: E39PBJtMjCRFGRPyCdkrMttxjC